# Ruben Lanicca
Ruben Lanicca (* 28. Juli 1881 in Sarn; † 4. Dezember 1965 in Thusis; heimatberechtigt in Sarn) war ein Schweizer Politiker (DP).

## Leben

### Familie und Beruf
Der reformiert getaufte Ruben Lanicca, Sohn des Sarner Landwirts Nicolaus Beat Lanicca und dessen ebenfalls aus Sarn stammenden Ehegattin Anna Martha geborene Fontana, absolvierte nach seinem Pflichtschulabschluss das Lehrerseminar in Chur. Nachdem Lanicca im Anschluss seit 1900 Lehrerstellen in Wiesen sowie am Heinzenberg bekleidet hatte, führte er seit 1918 einen landwirtschaftlichen Betrieb in seiner Heimatgemeinde Sarn.
Ruben Lanicca war in erster Ehe mit der Wiesenerin Dorothea, Tochter des Landwirts Paul Palmi, in zweiter Ehe mit seiner Cousine Margreth Lanicca verheiratet. Er verstarb im Dezember 1965 in seinem 85. Lebensjahr in Thusis.

### Politische Laufbahn
Der der Demokratischen Partei (DP) beigetretene Ruben Lanicca amtete von 1935 bis 1947 als Kreispräsident des Kreises Thusis, zeitgleich vertrat er seine Partei im Bündner Grossen Rat, dem er 1945 als Standespräsident vorstand. Zusätzlich nahm Lanicca im gleichen Zeitraum für den Kanton Einsitz in den Nationalrat.
Ruben Laniccas Wahlen des Jahres 1935 erwirkten auf regionaler sowie kantonaler Ebene den Durchbruch der Demokraten zu Lasten des Freisinns. Der deklarierte Vertreter der Interessen der Bergbauern setzte sich insbesondere für kostendeckende Viehpreise ein.